# Slovenský olympijský a športový výbor
Das Slovenský olympijský a športový výbor (SOŠV) ist das Nationale Olympische Komitee in der Slowakei mit Sitz in Bratislava. Insgesamt 43 Fachverbände olympischer Sportarten, davon 34 Sommer- und neun Wintersportarten, sind Mitglied im SOŠV.

## Geschichte
Am 19. Dezember 1992 wurde das Nationale Olympische Komitee in Bratislava gegründet, sein erster Präsident wurde Vladimír Černušák. Die offizielle Anerkennung durch das IOC erfolgte im September 1993. Der SOŠV ist einer der beiden Nachfolger des tschechoslowakischen Komitees, aus dem auch das Nationale Olympische Komitee Tschechiens hervorging. 1939 wurde bereits ein erstes Slowakisches Olympisches Komitee gegründet, das 1947 wieder aufgelöst wurde. 1994 kam es in Lillehammer zur ersten Teilnahme an Olympischen Winterspielen. Zwei Jahre darauf nahm die Slowakei in Atlanta auch erstmals an den Olympischen Sommerspielen teil. 2015 war die Slowakei Teilnehmer bei den ersten Europaspielen in Baku.

## Präsidenten
- 1992–1999: Vladimír Černušák
- 1999–2016: František Chmelár
- seit 2016: Anton Siekel